# Philippinische Badmintonmeisterschaft 1964
Die Philippinische Badmintonmeisterschaft 1964 fand in Manila statt. Es war die 16. Austragung der nationalen Titelkämpfe der Philippinen im Badminton.

## Titelträger
| Disziplin    | Sieger                    |
| ------------ | ------------------------- |
| Herreneinzel | Armando Yanga             |
| Dameneinzel  | nicht ausgetragen         |
| Herrendoppel | Conrado Co Sy Khim Piao   |
| Damendoppel  | Grace MacFarland Mary Tan |
| Mixed        | nicht ausgetragen         |